# Елизабет фон Хонщайн-Клетенберг
Елизабет фон Хонщайн-Клетенберг (на немски: Elisabeth von Honstein-Kletterberg; † сл. 1412) е графиня от Хонщайн-Клетенберг-Лоха-Лаутерберг и чрез женитба графиня на Мансфелд-Кверфурт.

## Произход
Тя е дъщеря на граф Хайнрих VII/VIII 'Стари' фон Хонщайн-Клетенберг-Лоха-Лаутерберг († 1408/1409) и съпругата му принцеса Анна фон Брауншвайг-Грубенхаген († 1409), дъщеря на херцог Ернст I фон Брауншвайг-Грубенхаген († 1361) и Аделхайд фон Еберщайн-Поле († 1373). Сестра е на Ото фон Хонщайн († 1406/1407), епископ на Мерзебург (1403 – 1406).
Елизабет фон Хонщайн умира след 1412 г. и е погребана в Св. Катерине'с, Айзлебен.

## Фамилия
Елизабет се омъжва за Гюнтер I фон Мансфелд (* 1360; † 4 март 1412), граф на Мансфелд-Кверфурт, син на граф Гебхард IV фон Мансфелд-Кверфурт († 1382) и първата му съпруга Мехтилд фон Шварцбург-Бланкенбург († 1373), дъщеря на римско-немския крал Гюнтер XXI фон Шварцбург-Бланкенбург († 1349) и Елизабет фон Хонщайн († 1380). Те имат три деца:
- Гебхард V фон Мансфелд (* ок. 1391; † 1433/25 юли 1438), граф на Мансфелд, женен ок. 1428 г. за графиня Урсула фон Шварцбург-Вахсенбург († 1461)
- Елизабет фон Мансфелд († 1413/1417), омъжена преди 1398 г. за княз Албрехт VI фон Анхалт-Кьотен († 1423)
- Бурхард фон Мансфелд († сл. 1422)